# Knölklocka
Knölklocka (Campanula rapunculoides) är en art i familjen klockväxter. Arten är en flerårig ört med ljust violetta blommor. 